# Epiclerus plectroniae
Epiclerus plectroniae is een vliesvleugelig insect uit de familie Tetracampidae. De wetenschappelijke naam is voor het eerst geldig gepubliceerd in 1952 door Risbec.